# Nourdin Boukhari
Nourdin Boukhari (arab. نوردين بخاري, ur. 30 czerwca 1980 roku w Rotterdamie) – marokański piłkarz występujący na pozycji pomocnika. Posiada także obywatelstwo holenderskie.

## Kariera klubowa

### Początki kariery
Rodzice Boukhariego pochodzą z Maroka, ale potem wyemigrowali do holenderskiego Rotterdamu i tam też urodził się Nourdin. Swoje pierwsze piłkarskie kroki stawiał on w dwóch małych amatorskich zespołach rotterdamskich, Neptunus oraz HOV.

### Sparta Rotterdam
Pierwszym profesjonalnym klubem Boukhariego była Sparta Rotterdam. 21 stycznia 2000 roku zadebiutował w Eredivisie w spotkaniu z SC Heerenveen, w którym zdobył zwycięską bramkę dla swojego zespołu w 90 minucie meczu. W Sparcie rozegrał wszystkie mecze w rundzie wiosennej, a w kolejnym sezonie niemal nieprzerwanie pojawiał się na boisku mając pewne miejsce w pierwszej jedenastce drużyny. W sezonie 2001/2002 po przegranych barażach Sparta opuściła Eredivisie. Boukhari w tym sezonie ligowym zdobył siedem bramek.

### Ajax
Po sezonie Boukhari przeszedł do Ajaxu i podpisał z tym klubem czteroletni kontrakt. Zadebiutował w nim 1 września, w wygranym 3:1 wyjazdowym meczu z FC Groningen. W swoim pierwszym sezonie w barwach klubu z Amsterdamu wystąpił w 22 meczach ligowych, w większości wchodząc z ławki i zdobył sześć goli, a drużyna zajęła drugie miejsce w tabeli Eredivisie. Na sezon 2003/2004 Boukhari został wypożyczony do NAC Breda, gdzie zagrał w 28 meczach i zdobył pięć bramek w lidze. Następnie powrócił do Ajaxu, gdzie spędził kolejne dwa sezony, zdobywając po cztery bramki ligowe w każdym.
Z Ajaxem Boukhari dwukrotnie zdobywał Superpuchar Holandii oraz Puchar Holandii w sezonie 2005/2006. Po tym sezonie wygasł jego kontrakt z klubem z Amsterdamu.

### Nantes
W maju 2006 roku Boukhari przeszedł jako wolny zawodnik do francuskiego FC Nantes, z którym podpisał trzyletni kontrakt. W Ligue 1 zadebiutował w pierwszej kolejce, w przegranym 1:3 meczu z Olympique Lyon i zdobył w nim honorowego gola dla swojej drużyny. Zagrał również w kolejnych dwóch meczach ligowych, po czym stracił miejsce w składzie. Do składu wrócił dopiero miesiąc później w meczu Pucharu Ligi z Toulouse FC. Następnie w Nantes nastąpiła zmiana trenera, Serge Le Dizeta zastąpił Georges Eo. U nowego trenera Boukhari pojawiał się jednak na boisku głównie jako rezerwowy.

### Powrót do Holandii
W styczniu 2007 roku Boukhari został wypożyczony na pół roku do AZ Alkmaar. Klub po tym okresie nie zdecydował się zaproponować mu długoterminowego kontraktu. Boukhari rozwiązał kontrakt z Nantes i przeniósł się jako wolny zawodnik do Sparty Rotterdam, klubu w którym zaczynał karierę. Podpisał z nim trzyletni kontrakt. Był tam podstawowym graczem i strzelił dla klubu osiem bramek w lidze.

### Al-Ittihad
Po sezonie spędzonym w Sparcie Boukhari został kupiony w czerwcu 2008 przez saudyjski klub Al-Ittihad Dżidda za kwotę szacowaną na 1.5 mln euro. Zawodnik podpisał dwuletni kontrakt, jednak już po kilku tygodniach spędzonych w klubie zaczęły się kłopoty. Trener Gabriel Calderón był niezadowolony z formy fizycznej Boukhariego. Uważał, że piłkarz nie zdoła osiągnąć oczekiwanej formy w najbliższych tygodniach, dlatego poprosił władze klubu o anulowanie transferu. Sparta się na to nie zgodziła i złożyła skargę do FIFA. Al-Ittihad zaprzestał płacenia Boukhariemu pensji, twierdząc że piłkarz nie jest już potrzebny w klubie. Ostatecznie w listopadzie saudyjski klub rozwiązał kontrakt z zawodnikiem.

### NAC Breda
Na początku grudnia 2008 roku Boukhari przyjechał na treningi do NAC Breda, za pozwoleniem sztabu szkoleniowego tego klubu na czele z Robertem Maaskantem. Miesiąc później, 4 stycznia Marokańczyk podpisał z tym klubem półroczny kontrakt. Od razu został tam zawodnikiem pierwszego składu i wystąpił we wszystkich 17 meczach ligowych strzelając 5 bramek.

### Kasımpaşa
Boukhari mógł pozostać w NAC Breda, wybrał jednak lepszą finansowo ofertę z tureckiego klubu Kasımpaşa S.K. i podpisał z nim trzyletni kontrakt. Na pierwsze cztery mecze ligowe, Boukhari trzykrotnie znajdował się w kadrze meczowej i dwukrotnie w zagrał w meczach Kasımpaşy, za każdym razem w pierwszym składzie. Po czwartej kolejce w tureckim klubie zmienił się trener, Besima Durmuşa zastąpił na tym stanowisku Yilmaz Vural. Przy nowym trenerze Boukhari do końca sezonu 2009/2010 znalazł się w kadrze meczowej tylko cztery razy, w dwóch meczach pojawiając się na boisku jako zmiennik.
Boukhari nie został uwzględniony w kadrze zespołu na przygotowania do nowego sezonu 2010/2011 i został oddelegowany do trenowania z zespołem rezerw. W związku z tym zawodnik dostał zgodę na odbycie dwutygodniowych treningów ze swoim poprzednim klubem NAC Breda. Ten okres przedłużono jeszcze o następny tydzień, a Boukhari występował w meczach sparingowych holenderskiego klubu. Ostatecznie nie został jednak zawodnikiem tego klubu, trener NAC Breda Robert Maaskant powiedział, że klub z powodów finansowych nie jest w stanie przeprowadzić tego transferu.

### Wisła Kraków
21 sierpnia 2010 roku nowym trenerem Wisły Kraków został Robert Maaskant. Postanowił on ściągnąć Boukhariego do Wisły i 31 sierpnia Marokańczyk został wypożyczony do krakowskiego klubu na rok. Pierwszego gola dla Wisły strzelił 5 listopada w meczu derbowym przeciwko Cracovii. Zawodnikiem Wisły był do 2011 roku.

### Kolejne lata
Następnie Boukhari wrócił do Kasımpaşy, a w styczniu 2012 przeszedł do NAC Breda. W kolejnych latach grał też w RKC Waalwijk, Sparcie Rotterdam, a także w zespole Magreb '90. W 2016 roku zakończył karierę.

## Kariera reprezentacyjna
Boukhari posiada obywatelstwo holenderskie, ale wybrał występy w reprezentacji Maroka. W kadrze zadebiutował w 2001 roku, a rok później został powołany do kadry na Puchar Narodów Afryki w Mali. Tam wystąpił w 2 meczach grupowych: z Burkina Faso (2:1) oraz RPA (1:3), ale z Marokiem nie wyszedł z grupy. Boukhari brał także udział w meczach eliminacji do Mistrzostw Świata w Niemczech.

## Statystyki
| Sezon   | Klub              | Kraj             | Rozgrywki    | Mecze | Bramki |
| ------- | ----------------- | ---------------- | ------------ | ----- | ------ |
| 1999/00 | Sparta Rotterdam  | Holandia         | Eredivisie   | 17    | 3      |
| 2000/01 | Sparta Rotterdam  | Holandia         | Eredivisie   | 31    | 3      |
| 2001/02 | Sparta Rotterdam  | Holandia         | Eredivisie   | 28    | 7      |
| 2002/03 | AFC Ajax          | Holandia         | Eredivisie   | 22    | 6      |
| 2003/04 | NAC Breda         | Holandia         | Eredivisie   | 28    | 5      |
| 2004/05 | AFC Ajax          | Holandia         | Eredivisie   | 23    | 4      |
| 2005/06 | AFC Ajax          | Holandia         | Eredivisie   | 24    | 4      |
| 2006/07 | FC Nantes         | Francja          | Ligue 1      | 9     | 2      |
| 2006/07 | AZ Alkmaar        | Holandia         | Eredivisie   | 10    | 0      |
| 2007/08 | Sparta Rotterdam  | Holandia         | Eredivisie   | 32    | 8      |
| 2008/09 | Al-Ittihad Dżidda | Arabia Saudyjska | Premier Liga | 0     | 0      |
| 2008/09 | NAC Breda         | Holandia         | Eredivisie   | 17    | 5      |
| 2009/10 | Kasımpaşa S.K.    | Turcja           | Süper Lig    | 4     | 0      |
| 2010/11 | Wisła Kraków      | Polska           | Ekstraklasa  | 9     | 1      |
| 2011/12 | Kasımpaşa S.K.    | Turcja           | 1. Lig       | 3     | 0      |
| 2011/12 | NAC Breda         | Holandia         | Eredivisie   | 10    | 2      |
| 2012/13 | RKC Waalwijk      | Holandia         | Eredivisie   | 26    | 1      |
| 2013/14 | Sparta Rotterdam  | Holandia         | Eredivisie   | 11    | 0      |

## Osiągnięcia

### Ajax
- Puchar Holandii: 2005-06
- Superpuchar Holandii: 2002, 2005

### Wisła Kraków
- Ekstraklasa: 2010-11